# انضمام البوسنة والهرسك إلى الاتحاد الأوروبي

الاتحاد الأوروبي باللون الأخضر بينما البوسنة والهرسك باللون البرتقالي

يُعد انضمام البوسنة والهرسك إلى الاتحاد الأوروبي هو الهدف المعلن للعلاقات الحالية بين الكيانين. اعترف الاتحاد الأوروبي بالبوسنة والهرسك بوصفها «بلدًا مرشحًا محتملًا» للانضمام إليه منذ قرار المجلس الأوروبي في سالونيك عام 2003، وهي مدرجة في جدول الأعمال الحالي لتوسيع الاتحاد الأوروبي في المستقبل. تشارك البوسنة والهرسك في عملية تحقيق الاستقرار والانتساب، ويُجرى تنظيم العلاقات التجارية بموجب اتفاقية مؤقتة.
قدمت البوسنة والهرسك طلبًا رسميًا للانضمام إلى عضوية الاتحاد الأوروبي في 15 فبراير 2016، وذلك بعد سنوات من الإصلاحات الدستورية والالتزام باتفاقية دايتون للسلام. حال فشل البوسنة في تلبية شروط إغلاق مكتب الممثل السامي في البوسنة والهرسك، بما في ذلك معالجة مسائل ملكية الدولة والممتلكات العسكرية وتنفيذ الإصلاحات الدستورية، دون تقديم البلاد طلب الانضمام حتى عام 2016.
في 9 ديسمبر 2016، تلقت البوسنة والهرسك استبيان الانضمام من المفوضية الأوروبية، وقدمت الردود على الاستبيان في فبراير 2018. في 20 يونيو 2018، أرسلت المفوضية الأوروبية 655 سؤالًا لمتابعة الاستبيان. في 5 مارس 2019، سلم ميلوراد دوديك، رئيس البوسنة والهرسك آنذاك، الإجابات على الأسئلة الإضافية. نشرت المفوضية الأوروبية وجهة النظر بشأن طلب البوسنة في مايو 2019. ظل اثنان وعشرون سؤالًا بشأن السياسات والمعايير السياسية بلا إجابة حين قدمت البوسنة والهرسك آخر رد لها في 5 مارس 2019. بناء على ذلك، تظل البوسنة والهرسك بلدًا مرشحًا محتملًا إلى أن تتمكن من الإجابة بنجاح على جميع الأسئلة المطروحة في ورقة استبيان المفوضية الأوروبية، فضلًا عن «ضمان سير عمل اللجنة البرلمانية المعنية بتحقيق الاستقرار والانتساب ووضع برنامج وطني لاعتماد تشريعات الاتحاد الأوروبي».
يقدر العديد من المراقبين أن وضع البوسنة والهرسك هو في قاع الترتيب من حيث الاندماج في الاتحاد الأوروبي من بين دول غرب البلقان التي تسعى إلى الانضمام إليه.

## العلاقات
وضع الاتحاد الأوروبي نهجًا إقليميًا إزاء وضع دول غرب البلقان في عام 1997، مع معايير للشروط السياسية والاقتصادية لتطوير العلاقات الثنائية. في العام التالي، تشكلت فريق عمل استشاري بين الاتحاد الأوروبي والبوسنة والهرسك لبدء عملية تطوير العلاقات. منذ عام 2006، استُعيض عن فرقة العمل بسياسة رصد عملية الإصلاح (بّي آر إم).
وُقع على اتفاقية مؤقتة بشأن التجارة والقضايا المتصلة بالتجارة ودخلت حيز النفاذ في 1 يوليو 2008. كان الاتفاق المؤقت هو الإطار القانوني للتجارة بين البوسنة والاتحاد الأوروبي بين عامي 2008 و2015. بدأ الاتحاد الأوروبي العمل بنظام الأفضليات التجارية المقدمة من طرف واحد («تدابير التجارة المستقلة»، أيه تي إم) مع البوسنة والهرسك في عام 2000. ازدادت التجارة منذ عام 2008 ومُنحت منتجات الاتحاد الأوروبي أفضلية متبادلة في البوسنة والهرسك. يُعد الاتحاد الأوروبي هو الشريك التجاري الرئيسي للبوسنة والهرسك، إذ ذهب 73.5% من صادرات البلاد إلى الاتحاد الأوروبي في عام 2014، وذلك عقب انضمام كرواتيا.

### عملية تحرير تأشيرات الدخول
في 1 يناير 2008، دخلت اتفاقية تيسير التأشيرات وإعادة الدخول بين البوسنة والهرسك والاتحاد الأوروبي حيز التنفيذ. شاركت البوسنة والهرسك في الحوار الذي بدأته المفوضية الأوروبية في 26 مايو 2008 بشأن تحرير تأشيرات الدخول مع بلدان منطقة شنغن. في 8 نوفمبر 2010، وافق مجلس الاتحاد الأوروبي على سفر مواطني البوسنة والهرسك دون تأشيرة إلى الاتحاد الأوروبي. دخل القرار حيز النفاذ في 15 ديسمبر 2010.